# Crousonielídeos
Crousonielídeos (Crowsoniellidae) é uma pequena família de coleópteros da subordem Archostemata.
O género-tipo é Crowsoniella Pace, 1975.
Crowsoniella relicta (Pace, 1976) é a única espécie da família Crowsoniellidae (Iablokoff-Khnzorian, 1983).
É conhecida do Sul da Europa, nomeadamente de Itália.